# Дьяченко, Вячеслав Михайлович
Дьяче́нко Вячесла́в Миха́йлович (род. 13 сентября 1962, Магаданская область, Ягоднинский район, посёлок Оротукан) — театральный деятель, актёр театра (ведущий мастер сцены) и кино, театральный критик, член Союза театральных деятелей России, арт-директор Московского Международного театрального фестиваля «Премия Джигарханяна», художественный руководитель Государственного русского драматического театра имени Н. А. Бестужева.

## Профессиональный опыт
С 1979—2000 гг. служил актёром в Государственном Русском драматическом театре им. К. С. Станиславского (Республика Армения, г. Ереван).
Среди ролей: Василий — «Салют динозаврам» Г.Мамлин; Андрей — «Кто-то должен уйти» В.Красногоров; Артавазд — «Зов Богов» П.Зейтунцян; Филипп — «Женщина вне игры» Рейтинг; Молчалин — «Горе от ума» А.Грибоедов; Урядник, Федор, Погромщик — «Поминальная молитва» Г.Горин; Бред — «Как пришить старушку?» Дж. Патрик; Артаксеркс — «Артаксерксово действо» И.Грегори (спектакль приглашен в Москву на закрытие празднеств, посвященных 2000-летию Христианства); Глумов — «На всякого мудреца довольно простоты» А.Островский (спектакль получил Золотую медаль на фестивале «Театр Островского» в Йошкар-Оле в 1998 г.).
С 1995 года преподавал в школе-студии при Ереванском театре им. К.С. Станиславского.
С 1991—2000 гг. занимался также общественной деятельностью в Армении: председатель «РОСМА» («Русский Общественный Союз Молодежи Армении»), председатель «Русская православная община Армении (РПЦ)», сопредседатель «Общество „Россия“».
С 2000—2001 гг. служил актёром в Академический русский театр драмы им. Г. Константинова (Республика Марий Эл, г. Йошкар-Ола).
С 2001—2002 гг. служил актёром в Московский драматический театр им. Н.В.Гоголя (г. Москва).
С 2002—2010 гг. — актёр, заведующий труппой, помощник художественного руководителя по творческим вопросам в Московский драматический театр «Модернъ» (г. Москва).
С 2010 года профессионально занимается театральной критикой. Член и председатель жюри международных театральных фестивалей и творческих конкурсов: Открытый (международный) фестиваль любительских театров малых и средних городов России «Ваш выход», Конкурс-фестиваль профессиональных театров Липецкой области «В зеркале сцены», Открытый фестиваль молодежных театральных коллективов "Виват, театр!" и др.
С 2011—2014 гг. — актёр в Муниципальное Автономное Учреждение Театр «Камерная сцена» (Московская обл., г. Лобня).
В 2014 г. реализовал свой продюсерский проект — спектакль «Чо? Без остановок!» (О.Богаев).
В 2015 г. поставил спектакль «Dawn-Way. Дорога вниз без остановок» (О.Богаев) в Республиканский русский театр драмы и комедии Республика Калмыкия (г. Элиста).
С 2015—2022 гг. — актёр, заведующий труппой, помощник художественного руководителя (А. Б. Джигарханяна) по творческим вопросам в Московский драматический театр под руководством Армена Джигарханяна. Арт-директор Московского Международного театрального фестиваля «Премия Джигарханяна».
С декабря 2021 г.  — сентябрь 2022 г. — заведующий труппой Московский академический театр сатиры.
В октябре 2022 года приказом министра культуры Республики Бурятия назначен художественным руководителем Государственного русского драматического театра имени Н. А. Бестужева (Республика Бурятия, г. Улан-Удэ)..

## Награды
Награждён Гран-при, дипломами и призами многих международных театральных фестивалей.
За выдающиеся достижения в области театрального искусства Указом Президента Республики Армения удостоен высокой государственной награды — Медаль «Мовсес Хоренаци».